# Хадзигогова къща
Хадзигоговата къща (на гръцки: Έπαυλη Χατζηγώγου) е архитектурна забележителност в град Солун, Гърция.

## Местоположение
Къщата е разположенa в Каламария, на улица „Тетида“ № 5.

## История
Построена е в 1930 година по планове на Георгиос Малакис и Г. Зографос като крайморско имение на адвоката Теодорос Хадзигогос. Обитавана е до началото на 80-те години на XX век и оттогава е изоставена.

## Архитектура
Къщата има много характерна морфология, с две осмоъгълни, двуетажни кули в крайните части на фасадата и правоъгълна част, която свързва двете кули. Продълговата свъзваща част е по-ниска по височина, като вторият й етаж е под кулите. Зад западната кула планът продължава с друга квадратна част, като по този начин се получава форма на C. Отворите на приземието са полукръгли и описани с релефна, геометрична, декоративна лента. Интензивен и специален елемент са бойниците на кулите и отвън на първия етаж.